# Hortikultura
Hortikultura je termín pro primitivní zahradnictví, který je používán v antropologii, především v kulturní ekologii (Alfred Louis Kroeber, Roy Abraham Rappaport), ale je víceméně rozšířen v sociální a kulturní antropologii. V tomto oboru jsou členěny sociopolitické typy komunit v raném vývoji zemědělské společnosti podle činnosti obyvatel a společenství tak označeny za pastevce nebo za primitivní zahradníky. Tito první zahradníci jsou zkráceně nazýváni hortikulturalisté (často při překladu z cizího jazyka). Typ jejich produkce je pak v antropologii nazýván hortikultura.

## Původ slova
Slovo pochází z latiny: hortus = zahrada a cultus = pěstovaný, uctívaný; dohromady tedy: pěstovaná zahrada. Jedná se tedy o vytváření, vylepšování, obchodování s a využívání ovoce, zeleniny, květin a okrasných rostlin.

## Popis
Jde o způsob pěstování, při němž jsou používány jednoduché nástroje a především lidská (někdy i zvířecí) práce a některé technologie jako hnojení a pletí.
Při hodnocení historie člověka tímto odvětvím antropologie může být vývoj zemědělství odstupňován na následující fáze:
1. hortikultura: použití lidské síly a ohně
2. intenzivní zemědělství: použití tažných zvířat
3. mechanizované zemědělství: použití strojů, výroba hnojiv, pesticidů

Obvykle je uvažován hortikulturalismus jako doplněk k loveckému způsobu života v oblastech s nízkou hustotou zalidnění. U hortikulturalistů je popisován sklon k rovnostářství ale i nerovnoprávnost mezi muži a ženami, ale i nerovné rozdělování a přerozdělování zdrojů a moci.

## Jiné použití
Někdy termín používán pro označení zahradnického pěstování rostlin, obvykle v oborech které jsou zahradnictví vzdáleny (sociologie, fytocenologie atp.) a v překladech z cizích jazyků.